# 第2次大平内閣
第2次大平内閣（だいにじおおひらないかく）は、大平正芳が第69代内閣総理大臣に任命され、1979年（昭和54年）11月9日から1980年（昭和55年）7月17日まで続いた日本の内閣。

## 概要
1979年（昭和54年）10月7日の第35回衆議院議員総選挙で自由民主党は議席を大きく減らした。このため、前の第1次大平内閣で反主流派となっていた各派閥（福田派・中曽根派・三木派・中川グループ）から、総裁・大平正芳の責任を問う声が上がり、激しい党内抗争となった（四十日抗争）。
国会における内閣総理大臣指名選挙でも自民党から主流派の大平と反主流派の福田赳夫の2人が立つ異例の事態となった。決選投票の末、新自由クラブからの票も得て大平が第69代内閣総理大臣に指名された。
組閣においては、首班指名で大平に投票した新自由クラブとの連立政権を組むため、同党からの閣僚起用も模索した。しかし、反主流派がこれに反発したため組閣は難航した。同年11月9日には大平が文部大臣を臨時兼任する形で第2次大平内閣を発足させ、連立枠としての閣僚人事の余地を残す形で急場をしのいだ。結局、同年11月20日には新自由クラブからの閣僚起用を断念し、文相に自民党の谷垣専一を任命して、党内抗争は一応収束した。
一方、外交面では、当時日本の主たる仮想敵であったソ連と対立する中国（中ソ対立）を重視する姿勢を打ち出し、中国の近代化に積極的協力する国策を打ち出した。1979年（昭和54年）12月に大平は中国を訪問し、政府借款の供与と約束、「日中文化交流協定」に調印し、後の1980年代（昭和55年-平成元年）における日中緊密化の道へと導いた。
1980年（昭和55年）5月に与党自民党内の造反によって内閣不信任決議が可決される。内閣は衆議院解散（通称ハプニング解散）を行い、既に予定されていた参議院議員通常選挙（第12回）と同日投票日の衆議院議員総選挙（第36回）の施行を決定し、衆参同日選挙を史上初めて実施した。その選挙期間中の6月12日に総理大臣であった大平が心筋梗塞で急逝したため、内閣官房長官の伊東正義が内閣総理大臣臨時代理に就任し、内閣は形式上総辞職した。総辞職した前内閣は、日本国憲法第71条の規定に基づき、選挙後の特別国会での首班指名を経て鈴木善幸が内閣総理大臣に任命される同年7月17日までの36日間にわたり職務執行内閣を運営した。

## 総辞職の時期
日本国憲法の規定によれば一般に衆議院議員総選挙が行われる場合においては、総選挙によって新たに衆議院が構成されることになることから、たとえ同一の者が内閣総理大臣に指名されるとしても内閣は新たにその信任の基礎を得るべきであるとの趣旨から、衆議院議員総選挙後に初めて国会の召集があった時に内閣は総辞職するものと定めている（日本国憲法第70条）。一方で日本国憲法は内閣総理大臣が欠けたときには内閣はその中核的存在を欠くことになるため当然に総辞職しなければならないとしている（日本国憲法第70条）。
そこで、憲法解釈上は衆議院解散から国会召集時までに「内閣総理大臣が欠けたとき」となった場合（総辞職すべき事由が重なる場合）について、このような場合には内閣総理大臣が欠けたときではあるが国会召集時までは総辞職すべきでないと解する学説と、直ちに総辞職すべきで国会召集時に重ねて総辞職する必要はないと解する学説が対立している。
選挙期間中の大平の急逝によって実際にそのような事態が生じることとなったが、第2次大平内閣は同日中に直ちに総辞職し特別国会召集時には総辞職をしなかった。これは衆議院解散後から総選挙後初めての国会の召集時までに死亡等によって内閣総理大臣が欠けることとなった場合には直ちに総辞職すべきで、内閣は内閣総理大臣が欠けた時点で既に総辞職していることから国会召集時に重ねて総辞職することは不可能との解釈をとったものである。

## 閣僚
| 職名                                           | 氏名       | 氏名 | 出身等                         | 特命事項等                                                    | 備考                              |
| ---------------------------------------------- | ---------- | ---- | ------------------------------ | ------------------------------------------------------------- | --------------------------------- |
| 内閣総理大臣                                   | 大平正芳   |      | 衆議院 自由民主党 （大平派）   |                                                               | 自由民主党総裁 1980年6月12日死去  |
| 副総理 内閣官房長官                            | 伊東正義   |      | 衆議院 自由民主党 （大平派）   | 内閣総理大臣臨時代理（副総理） (1980年（昭和55年）6月12日 - ) | 初入閣                            |
| 法務大臣                                       | 倉石忠雄   |      | 衆議院 自由民主党 （福田派）   |                                                               | 再入閣                            |
| 外務大臣                                       | 大来佐武郎 |      | 民間                           |                                                               | 初入閣                            |
| 大蔵大臣                                       | 竹下登     |      | 衆議院 自由民主党 （田中派）   |                                                               | 再入閣                            |
| 文部大臣                                       | 大平正芳   |      | 衆議院 自由民主党 （大平派）   |                                                               | 臨時代理 （ - 1979年11月20日）    |
| 文部大臣                                       | 谷垣専一   |      | 衆議院 自由民主党 （大平派）   |                                                               | 初入閣 1979年11月20日任           |
| 厚生大臣                                       | 野呂恭一   |      | 衆議院 自由民主党 （三木派）   |                                                               | 初入閣                            |
| 農林水産大臣                                   | 武藤嘉文   |      | 衆議院 自由民主党 （無派閥）   |                                                               | 初入閣                            |
| 通商産業大臣                                   | 佐々木義武 |      | 衆議院 自由民主党 （大平派）   |                                                               | 再入閣                            |
| 運輸大臣                                       | 地崎宇三郎 |      | 衆議院 自由民主党 （無派閥）   |                                                               | 初入閣                            |
| 郵政大臣                                       | 大西正男   |      | 衆議院 自由民主党 （三木派）   |                                                               | 初入閣                            |
| 労働大臣                                       | 藤波孝生   |      | 衆議院 自由民主党 （中曽根派） |                                                               | 初入閣                            |
| 建設大臣                                       | 渡辺栄一   |      | 衆議院 自由民主党 （無派閥）   |                                                               | 初入閣                            |
| 自治大臣 国家公安委員会委員長 北海道開発庁長官 | 後藤田正晴 |      | 衆議院 自由民主党 （田中派）   |                                                               | 初入閣                            |
| 総理府総務長官 沖縄開発庁長官                  | 小渕恵三   |      | 衆議院 自由民主党 （田中派）   |                                                               | 初入閣                            |
| 行政管理庁長官                                 | 宇野宗佑   |      | 衆議院 自由民主党 （中曽根派） |                                                               | 再入閣                            |
| 防衛庁長官                                     | 久保田円次 |      | 衆議院 自由民主党 （福田派）   |                                                               | 初入閣 1980年（昭和55年）2月4日免 |
| 防衛庁長官                                     | 細田吉蔵   |      | 衆議院 自由民主党 （福田派）   |                                                               | 再入閣 1980年（昭和55年）2月4日任 |
| 経済企画庁長官                                 | 正示啓次郎 |      | 衆議院 自由民主党              |                                                               | 初入閣                            |
| 科学技術庁長官                                 | 長田裕二   |      | 参議院 自由民主党 （田中派）   |                                                               | 初入閣                            |
| 環境庁長官                                     | 土屋義彦   |      | 参議院 自由民主党 （福田派）   |                                                               | 初入閣                            |
| 国土庁長官                                     | 園田清充   |      | 参議院 自由民主党              |                                                               | 初入閣                            |

### 内閣官房副長官・内閣法制局長官・総理府総務副長官
| 職名             | 氏名       | 出身等                       | 備考                                  |
| ---------------- | ---------- | ---------------------------- | ------------------------------------- |
| 内閣官房副長官   | 加藤紘一   | 衆議院／自由民主党（大平派） | 政務担当、留任                        |
| 内閣官房副長官   | 翁久次郎   | 官僚                         | 事務担当、留任                        |
| 内閣法制局長官   | 角田禮次郎 | 官僚                         |                                       |
| 総理府総務副長官 | 愛野興一郎 | 衆議院／自由民主党（田中派） | 政務担当                              |
| 総理府総務副長官 | 菅野弘夫   | 官僚                         | 事務担当 1979年（昭和54年）11月10日任 |

## 政務次官
1979年（昭和54年）11月13日任命。ただし、環境政務次官・山東昭子は前内閣からの留任。
- 法務政務次官 - 平井卓志
- 外務政務次官 - 松本十郎
- 大蔵政務次官 - 小泉純一郎・遠藤要
- 文部政務次官 - 三塚博
- 厚生政務次官 - 今井勇
- 農林水産政務次官

近藤鉄雄
糸山英太郎: - 1980年（昭和55年）4月18日 /増田盛: 1980年（昭和55年）4月18日 -
- 通商産業政務次官 - 梶山静六・戸塚進也
- 運輸政務次官 - 楢橋進
- 郵政政務次官 - 長谷川信
- 労働政務次官 - 斎藤栄三郎
- 建設政務次官 – 竹中修一
- 自治政務次官 - 安田貴六
- 行政管理政務次官 - 宮崎茂一
- 北海道開発政務次官 - 阿部文男
- 防衛政務次官 - 染谷誠
- 経済企画政務次官 - 堀内俊夫
- 科学技術政務次官 - 夏目忠雄
- 環境政務次官 – 山東昭子（留任）
- 沖縄開発政務次官 - 伊江朝雄
- 国土政務次官 - 望月邦夫